# Слов'янські композитори (картина)
«Слов'янські композитори» — великий груповий портрет художника українського походження Іллі Рєпіна, написаний 1872 року.
Московський підприємець і меценат-слов'янофіл О. О. Пороховщиков взяв участь у будівництві вишуканого і шикарного готелю і розкішного ресторану «Слов'янський базар» (архітектор А. Вебер). Було вирішено прикрасити його картиною «Слов'янські композитори». Спочатку вона називалася «Зібрання російських, польських і чеських музикантів». Вона повинна була донести глядачеві думку, що всі слов'яни — брати.